# Сурецкий Муравей
Сурецкий Муравей — поселок в Клинцовском районе Брянской области, в составе Смотровобудского сельского поселения.

## География
Находится в западной части Брянской области на расстоянии приблизительно 13 км на восток по прямой от железнодорожного вокзала станции Клинцы.

## История
Известен с довоенных лет. Работал колхоз "Трудовик". На карте 1941 года отмечен как поселок Рыжиков с 11 дворами.

## Население
Численность населения: 82 человека (2002), 62 человека (2010), 58 человек (2013).
Будет упразднен как фактически не существующий в связи с переселением всех жителей на постоянное место жительства в другие населённые пункты